# Waldkirchener Radabweiser

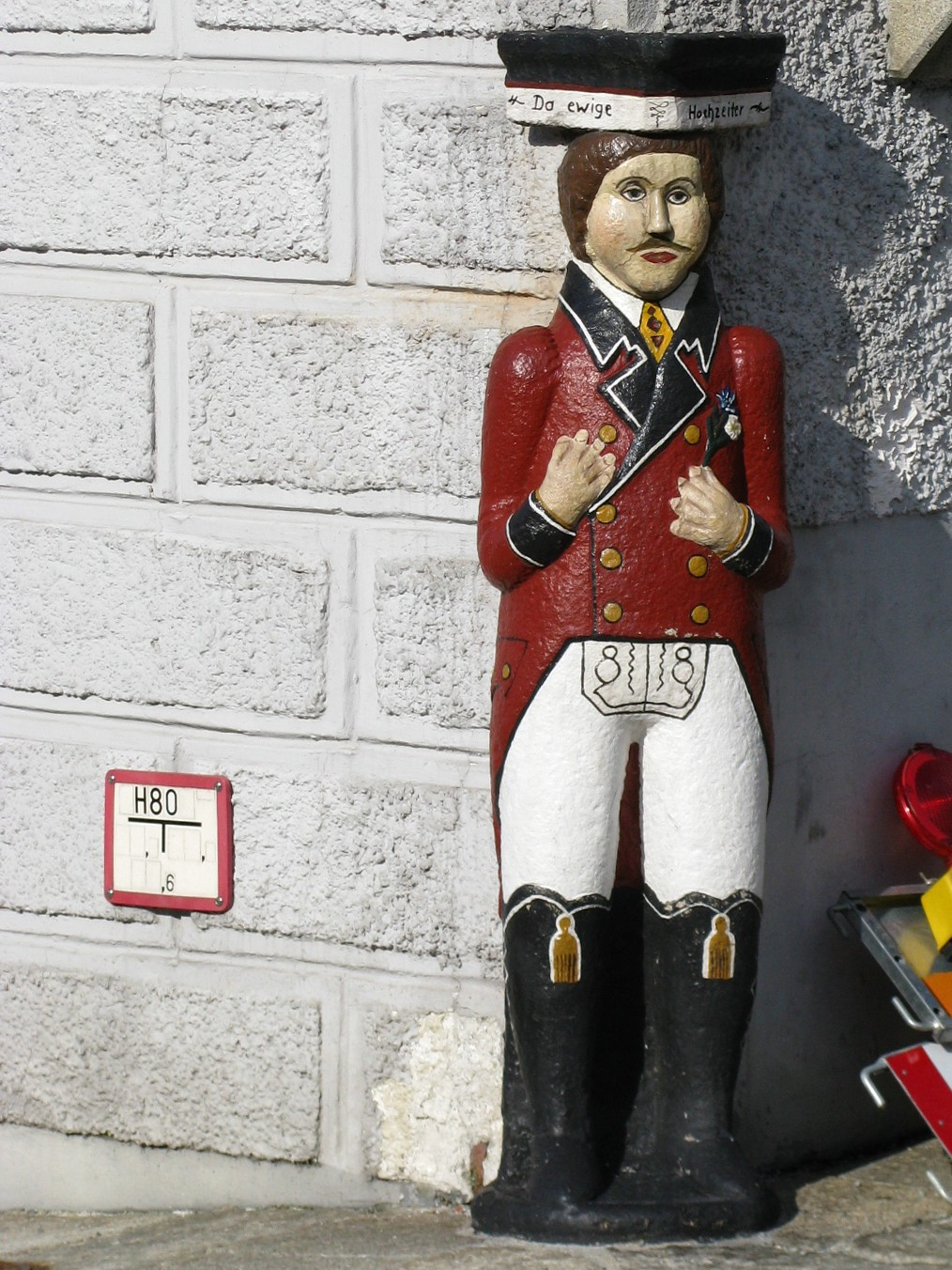
Der „Stoanerne Hans“ – Der ewige Hochzeiter

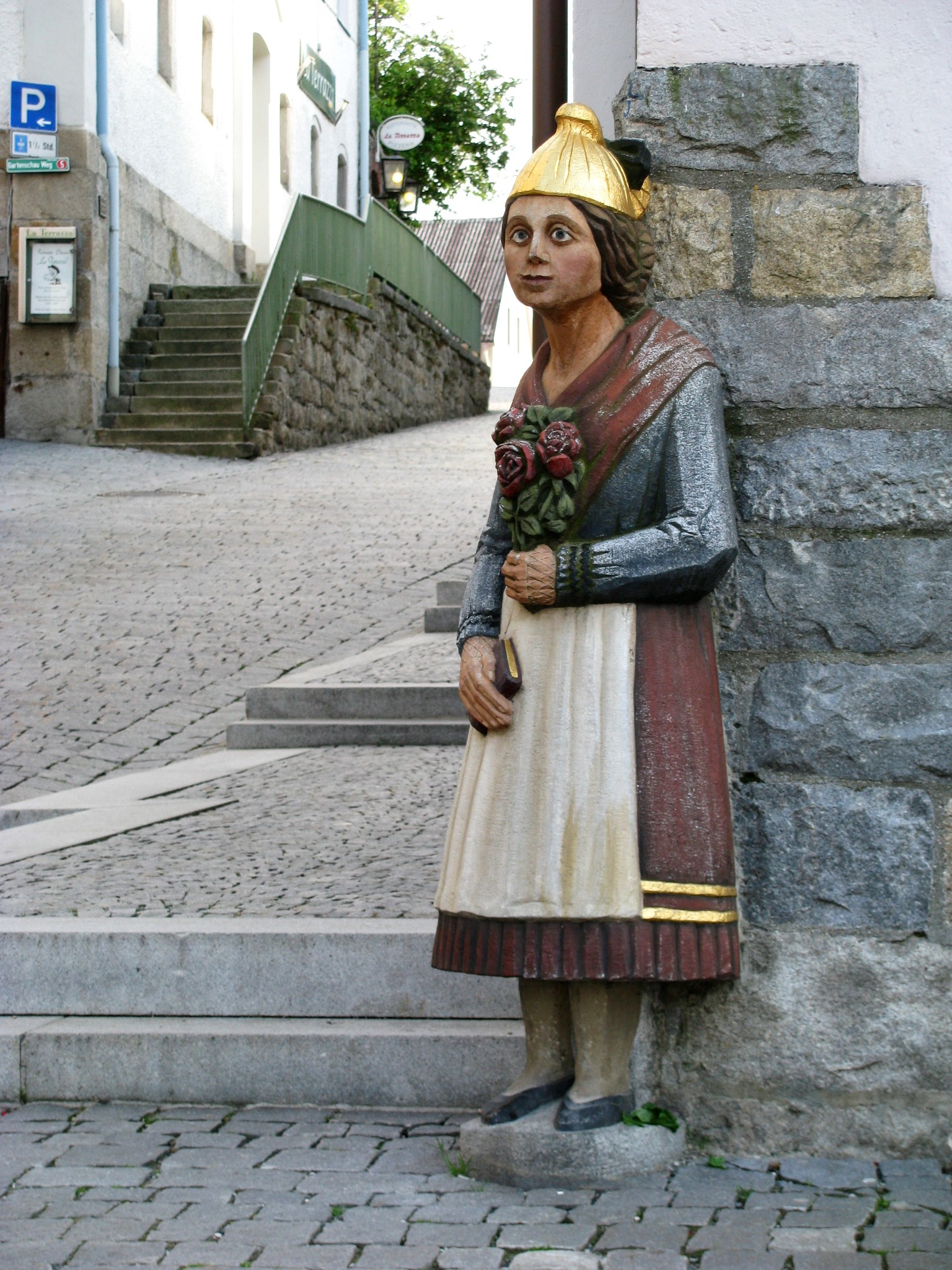
Die „Stoanerne Gretl“

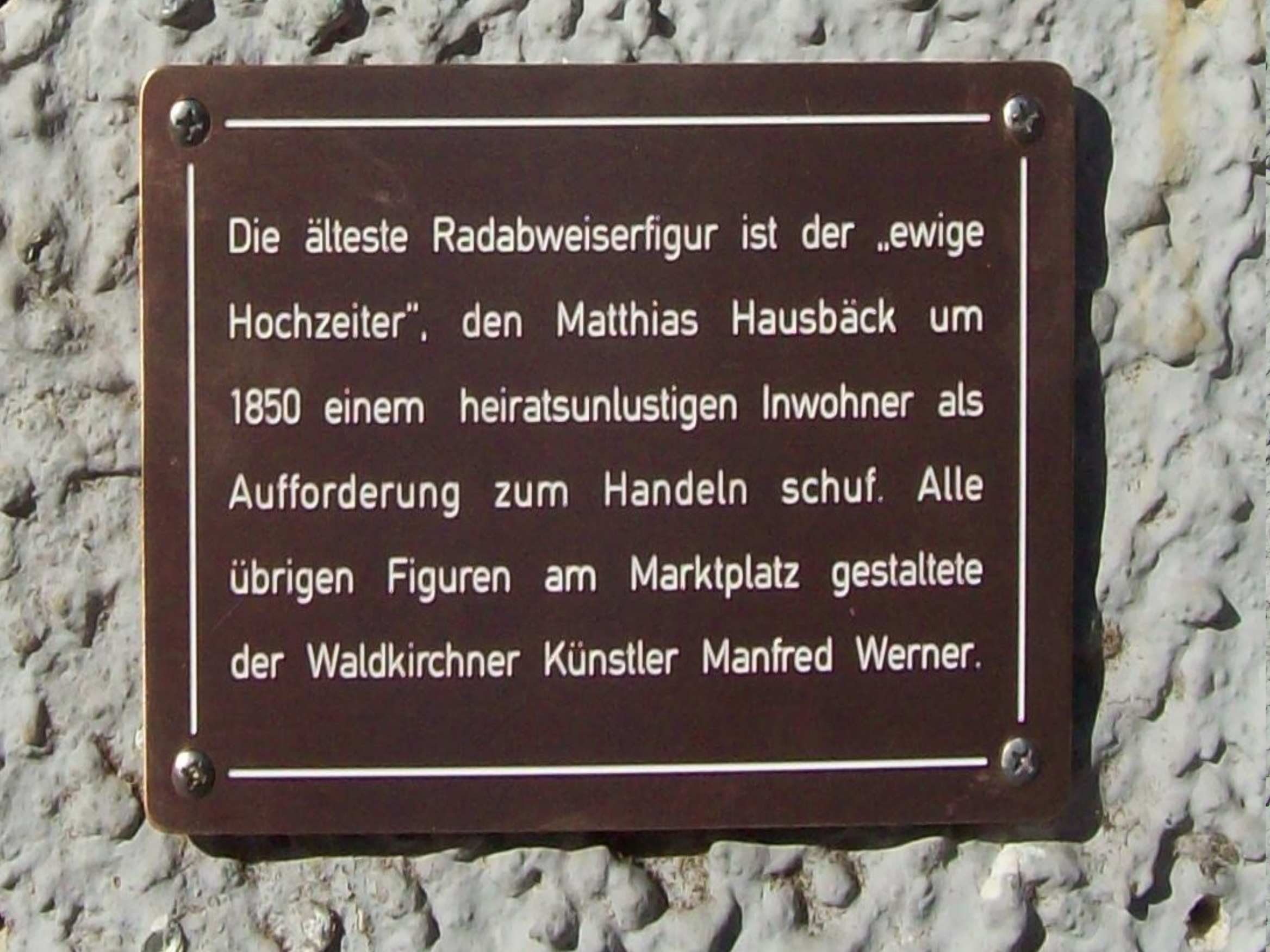
Ewiger Hochzeiter – Texttafel

Waldkirchener Radabweiser nennt man aus einheimischem Granit gestaltete auf historische Personen hinweisende Figuren. Es handelt sich um eine spezielle Art des Radabweisers.
Mitte des 19. Jahrhunderts schuf der Steinmetz Matthias Hausbäck in der niederbayerischen Stadt Waldkirchen einen Radabweiserstein aus Granit in Form eines feschen jungen Mannes in Biedermeiertracht, vermutlich einen heiratsfähigen, jungen Burschen aus der Umgebung darstellend, der sich auf erfolgloser Brautschau befand; der „Ewige Hochzeiter“ war entstanden. Der „Stoanerne Hans“ wie man ihn auch nannte, wurde von den Vorübergehenden bedauert, oft auch wegen seines traurigen Gesichtsausdruck, so dass man ihm doch unbedingt die aussichtslose Brautschau beenden und ihm ein junges Weib zuführen sollte.
Mit der Stadterhebung im Jahre 1972 wurde ihm mit der „Stoanernen Gretl“ auf der gegenüberliegenden Straßenseite eine Hochzeiterin aus der Hand des Waldkirchener Künstlers Manfred Werner zugesellt. Das fesche Trachtenmadl mit der Passauer Goldhaubn kann ihm jetzt zwar in die Augen schauen, aber zusammen kommen sie nicht, der Abstand ist viel zu groß.
1999 wurde mit dem „Herrn Marktrichter“ eine weitere Symbolfigur in Stein gehauen und auf dem unteren Marktplatz vor dem ehemaligen Rathaus aufgestellt. In Erinnerung an das früh verliehene Marktrecht finden alle zwei Jahre „Marktrichtertage“ mit der Nachstellung damaliger Ereignisse statt.
Im Jahre 2000 wurde dem Waldkirchener Wirt mit dem Radabweiser vor dem Gasthaus Lampersdorfer für seine Rolle als Kommunikationsträger ein Denkmal gesetzt.
Der Waldkirchener Marktplatz ist Ort des Wochenmarktes. Der Marktfrau Maria Hackinger wurde ein Radabweiser gewidmet und im Jahre 2008 aufgestellt.
Das Bildnis des Chirurgen Johann Caspar Staudenhöchtl, der in Waldkirchen bis 1835 lebte und arbeitete, steht seit 2009 vor der Marien-Apotheke.
Anlässlich des Jubiläums „1000 Jahre Goldener Steig“ im Jahre 2010 wurden die Salzsäumer geehrt. An einer Hausecke am unteren Markt steht eine Statue mit der typischen Säumertracht Joppe, Kapuzenumhang und Zweispitz. Über die Schulter schaut sein Begleiter, das Saumpferd. In Waldkirchen machten die Säumer Rast auf dem Weg nach Böhmen.
Ihm gegenüber steht seit dem 1. Oktober 2011 der Torwächter. Dieser bewachte am Ausgang des Marktplatzes den mit einer Ringmauer umgebenden Marktflecken Waldkirchen, dessen Toranlage. Als nach dem großen Brand 1862 die Ringmauer teilweise abgebrochen wurde, ist auch die Toranlage der Spitzhacke zum Opfer gefallen. Die Figur verweist auf den Wachtdienst vergangener Zeiten.
Am 8. September 2012 wurde am Haus Marktplatz 21 dem Kaufmann und Tuchhändler Joseph Crusilla mit einem Radabweiser ein Denkmal gesetzt. Mit seinen Geschäftsbeziehungen die bereits 1810 bis nach Italien reichten konnte er mit seinen Webereiprodukten enorme Umsätze erzielen. Er war ein „hochgeschätzten Händler, der damals schon den Namen des Heimatortes Waldkirchen weit ins Land hinein und sogar über dessen Grenzen hinaus trug.“ Der zehnte und jüngste Stein wurde im Oktober 2018 fertiggestellt. Er zeigt Johannes Antonius Loraghi (1711–1782), der ab 1746 für 35 Jahre in Waldkirchen als Pfarrer und Dekan wirkte.

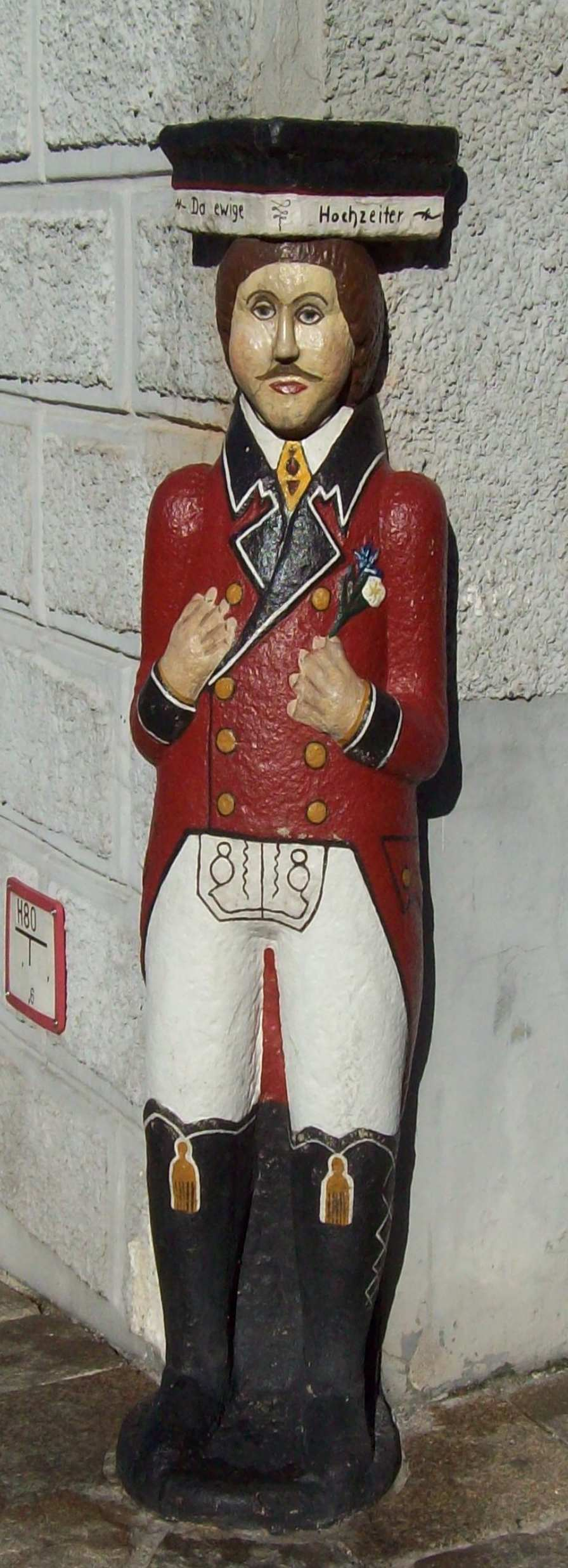
Der „Stoanerne Hans“ – Der ewige Hochzeiter
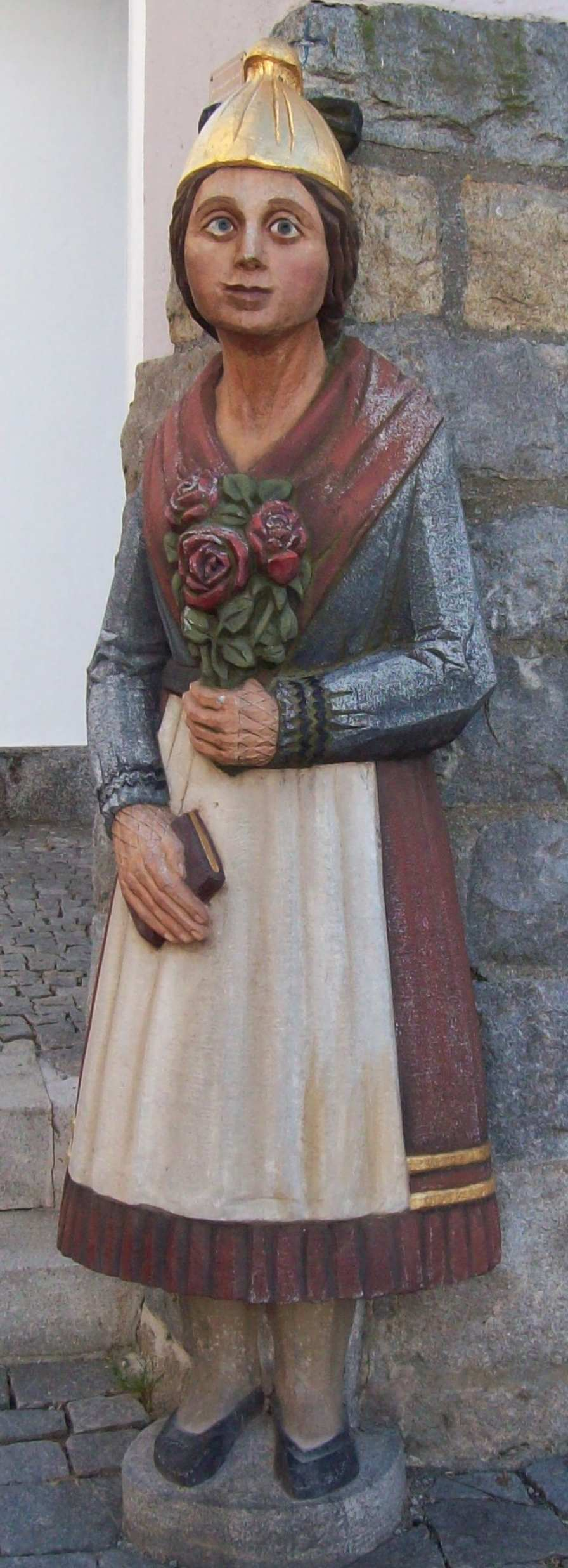
Die „Stoanerne Gretl“
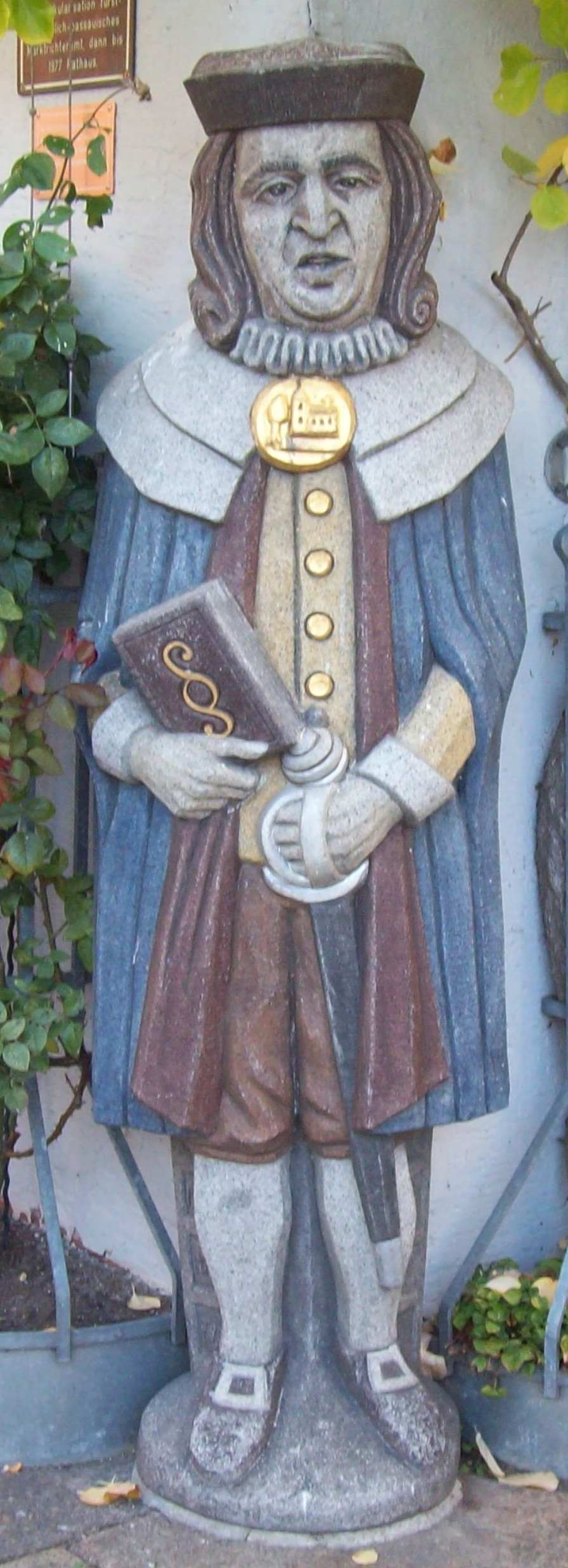
Der „Herr Marktrichter“
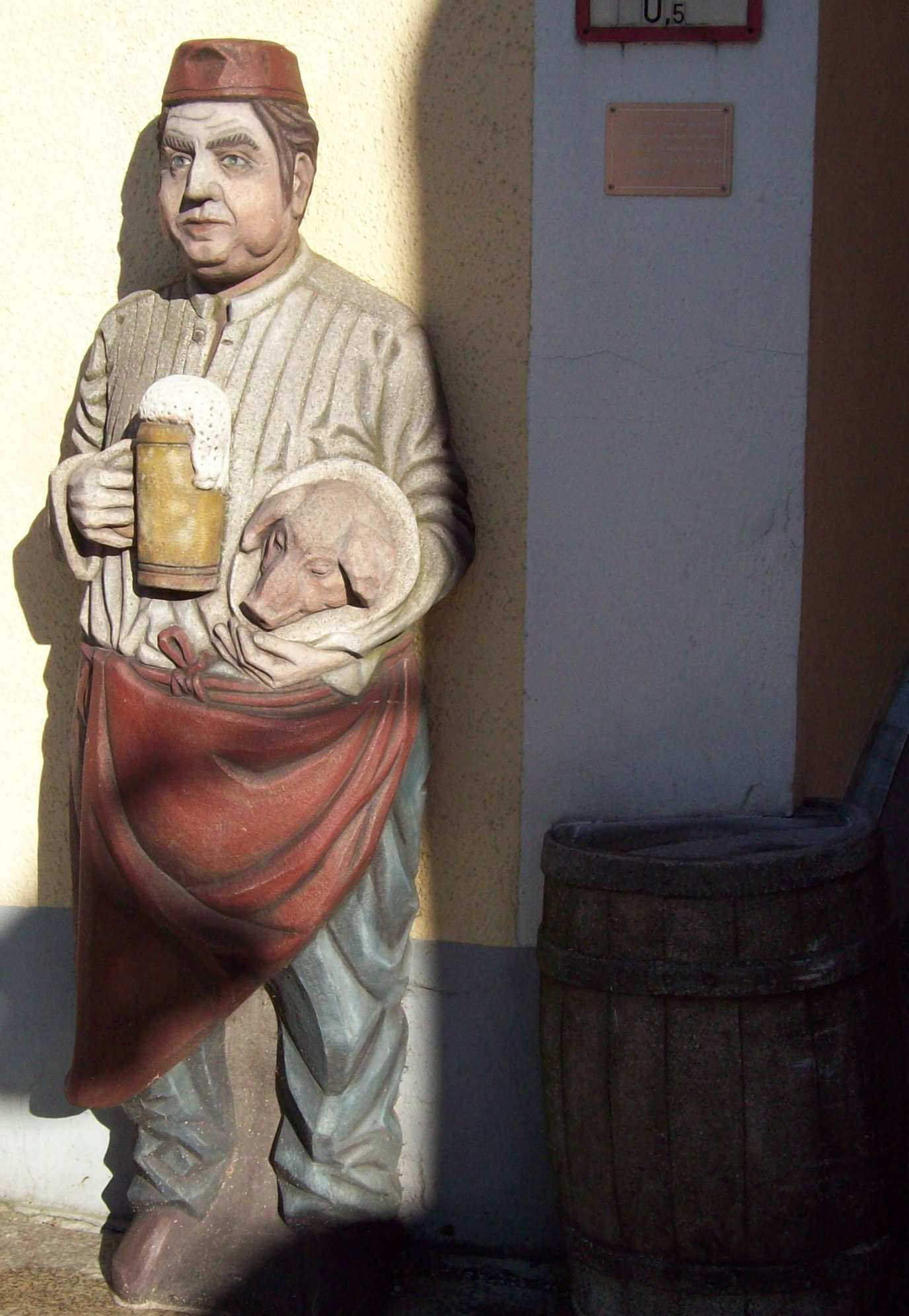
Der „Herr Wirt“
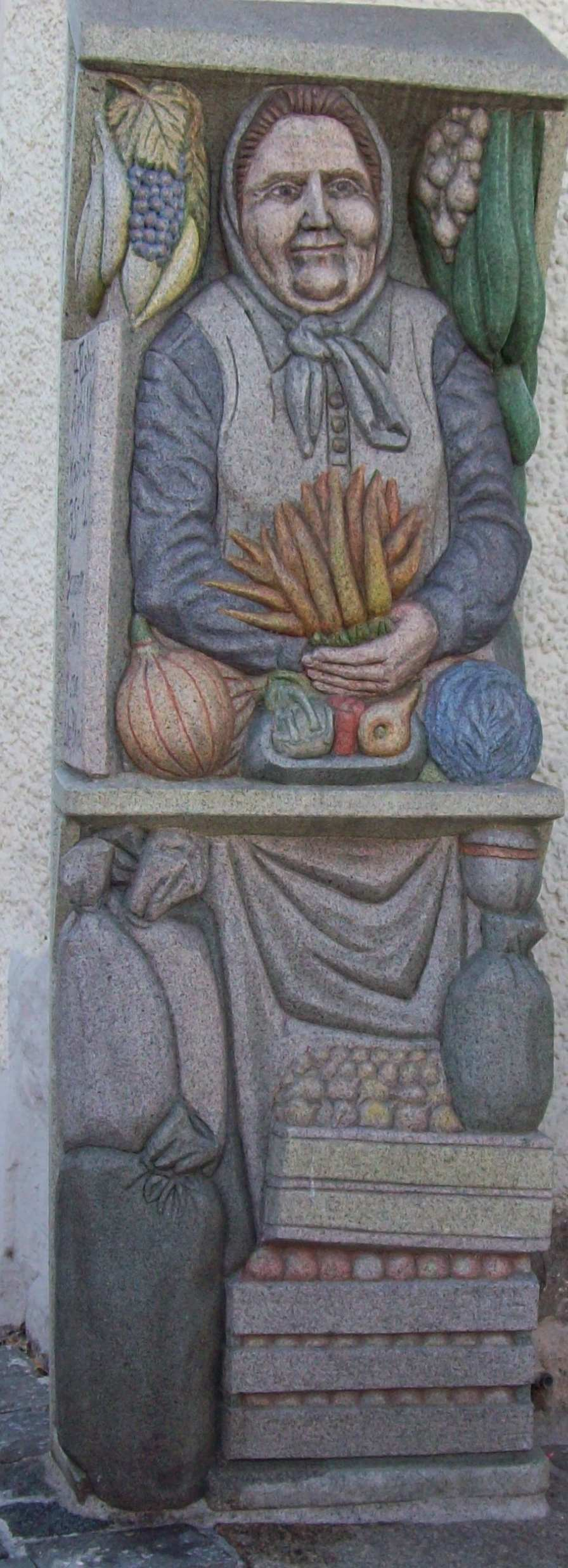
Die „Marktfrau“ – Maria Hackinger
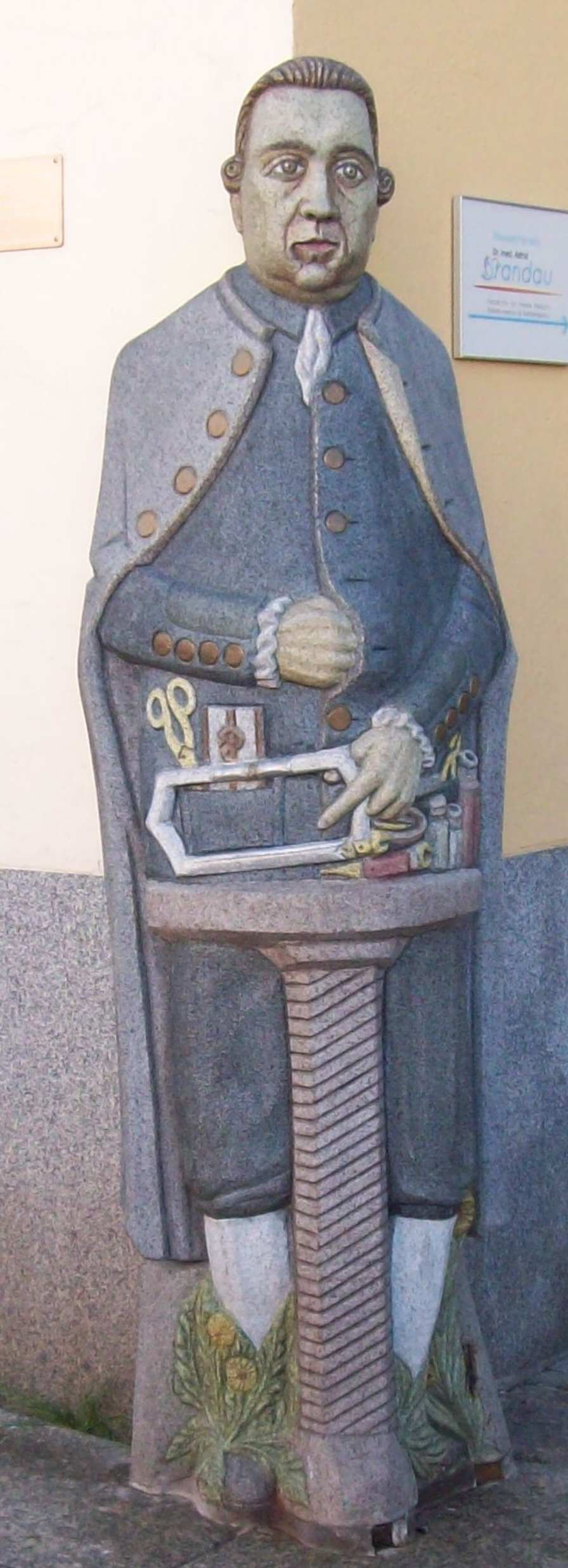
Johann Caspar Staudenhöchtl – Chirurg nicht Bader
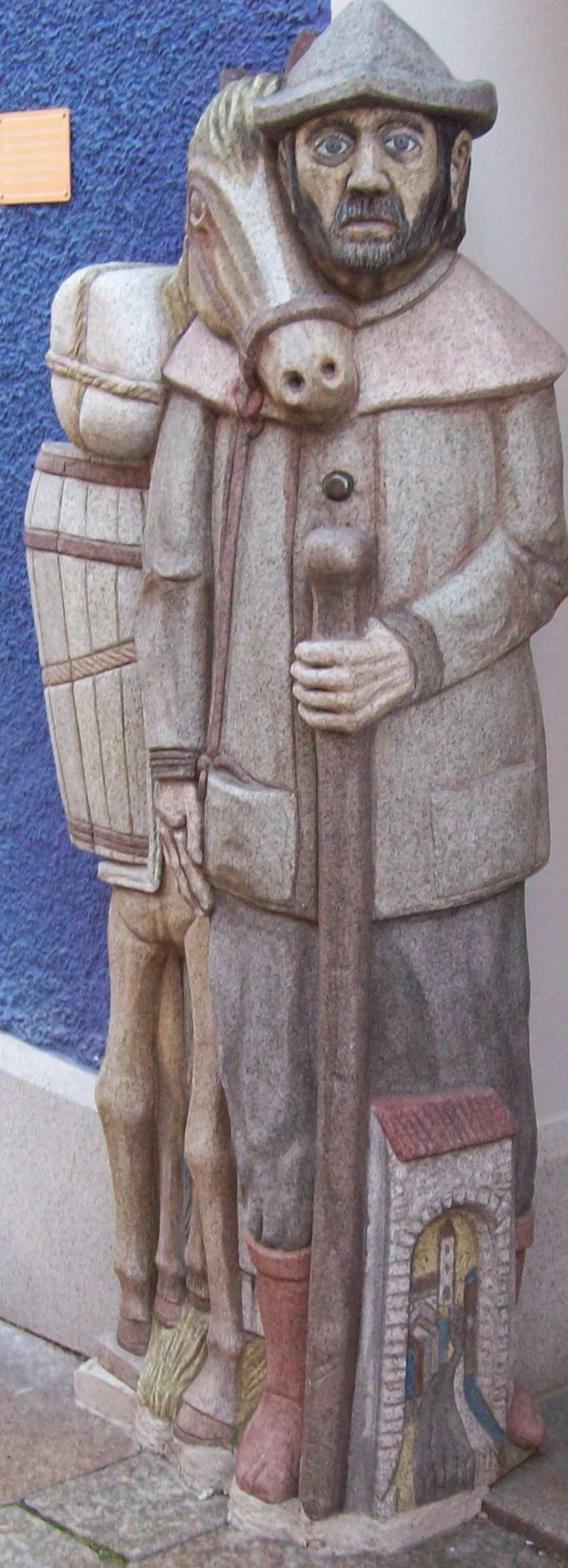
Der Salzsäumer mit seinem Saumpferd
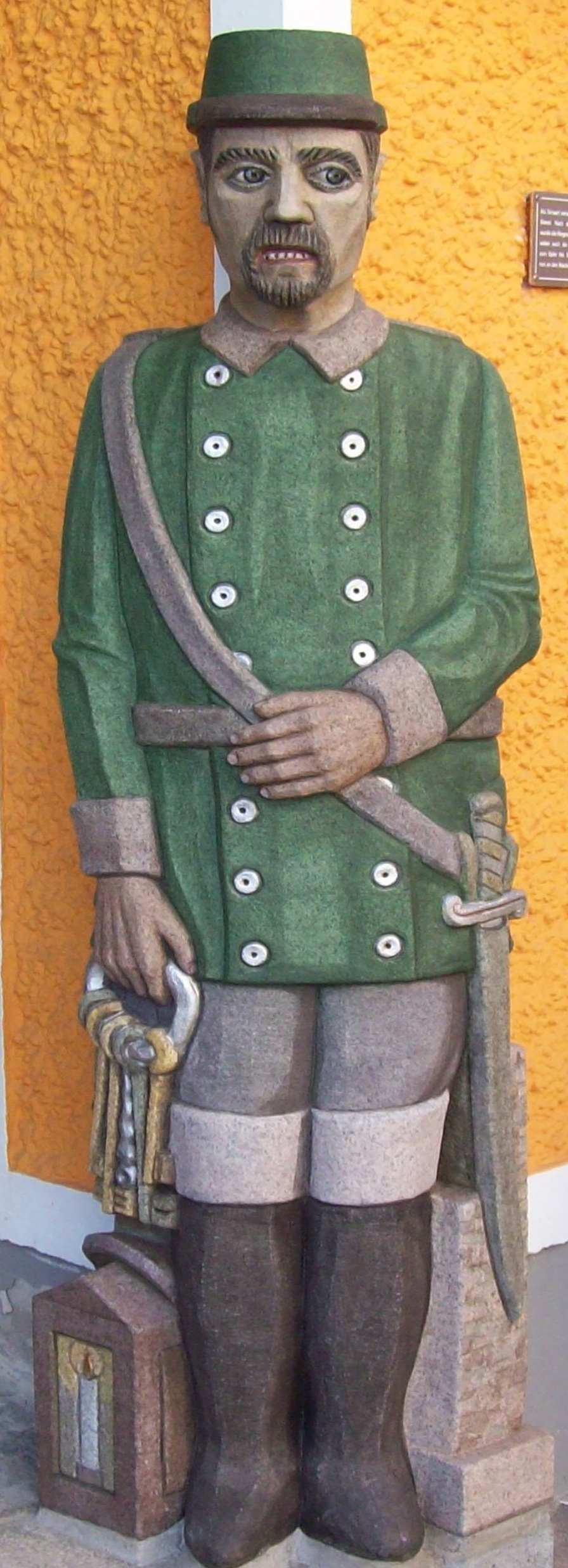
Der „Torwart“ – Torwächter
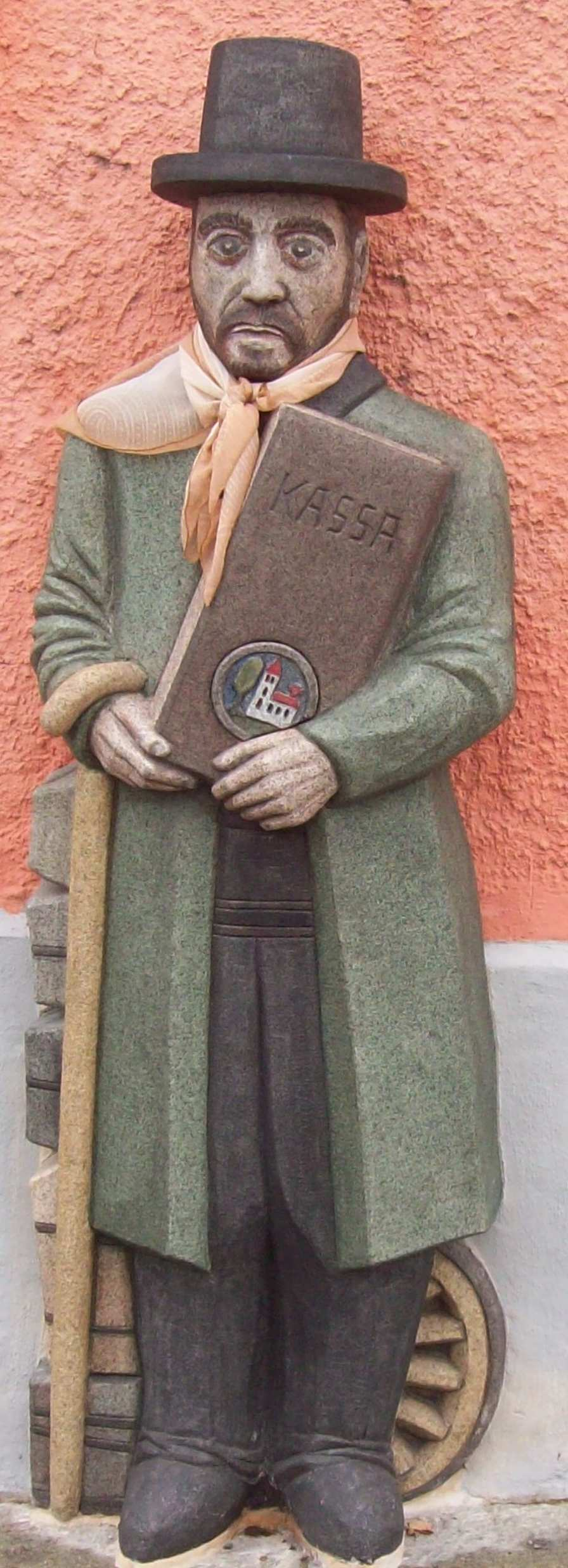
Der „Kaufmann“ – Joseph Crusilla